# Bożenna Olszańska
Bożenna Olszańska (zm. 15 lipca 2023) – polska biolog, prof. dr hab.

## Życiorys
W 1999 r. uzyskała tytuł profesora nauk rolniczych. Pracowała w Instytucie Genetyki i Hodowli Zwierząt PAN. Była członkiem korespondentem Towarzystwa Naukowego Warszawskiego.